# کاریس بشار
کاریس بشار متولد ۱۶ فوریه ۱۹۷۵ بازیگر اهل سوریه است.
وی در مجموعه تلویزیونی شبهای صالحیه در نقش "سعدیه" همسر "استاد عمر" بازی کرد.

## مجموعه‌های تلویزیونی
- العبابید
- عائلة ۶ نجوم
- مذکرات عائلة
- تل الرماد
- مقعد فی الحدیقة
- یاقوت الحموی
- حمام القیشانی ۳
- ثلوج الصیف
- ظل امراة
- مرایا ۹۸ و ۹۹ و ۲۰۰۰
- شام شریف
- سیرة آل الجلالی
- شبهای صالحیه (۲۰۰۴)
- سر النوار
- بقعة ضوء
- عالمکشوف
- أیامنا الحلوة
- الطارق
- رجال تحت‌الطربوش
- قانون ولکن
- مقامات بدیع الزمان الهمذانی
- أحقاد خفیة
- وشاء الهوا
- الحصرم الشامی الجزء ۱
- سیره الحب
- نساء صغیرات
- زهرة النرجس
- لیس سرابا
- حارة عالهوا
- أیام الولدنة
- ممرات ضیقة
- بنات اکریکوز
- وردة لخریف العمر
- مخالب الیاسمین
- الطیر (۱۹۹۹)
- تحت‌المداس(۲۰۰۹)
- عن الخوف والعزلة(۲۰۰۹)
- سحابة صیف(۲۰۰۹)
- علی قید الحیاة(۲۰۰۹)
- لعنة الطین(۲۰۱۰)
- أهل الرایة ج۱، ج۲ (۲۰۱۰)
- أنا القدس(۲۰۱۰)
- ذلیلة والزیبق ج۱، ج۲(۲۰۱۱)
- تعب المشوار(۲۰۱۱)
- الامیمی (۲۰۱۲)